# Allen Welsh Dulles
Allen Welsh Dulles (7. april 1893 – 29. januar 1969) var den femte direktør for den amerikanske efterretningstjeneste CIA fra 1953 til 1961. Han var således den første direktør for CIA, som ikke havde en militærbaggrund. Han er ligeledes den længst siddende CIA-direktør til dato (pr. 2022). I sin tid som CIA-direktør, overså han det iranske statskup i 1953, det guatemalanske statskup i 1954, Lockheed U-2 flyprogrammet, Projekt MKUltra (et tankekontrolprogram) og Invasionen i Svinebugten. Han blev fyret af præsident John F. Kennedy, som følge af sin involvering i den mislykkede invasion i Svinebugten.
Dulles var endvidere ét af de syv medlemmer af Warrenkommissionen, som efterforskede attentatet på John F. Kennedy. Hans storebror, John Foster Dulles, var fra 1953 og frem til sin død i 1959 udenrigsminister i Eisenhower-administrationen og har desuden lagt navn til Dulles International Airport i Washington D.C..